# La Ercina
La Ercina – gmina w Hiszpanii, w prowincji León, w Kastylii i León, o powierzchni 105,02 km². W 2011 roku gmina liczyła 537 mieszkańców.